# Ruud Hesp
Rudolfus Hubertus Hesp (Bussum, 1965. október 31.) holland válogatott labdarúgó.

## Pályafutása

### Klub
Pályafutását 1985-1986-os szezonban a HFC Haarlem-nél kezdte. Két év alatt keveset játszott, ezért egy másik élvonalbeli csapathoz igazolt, a Fortuna Sittard csapatába igazolt, ahol hét évet töltött el.
A Roda csapatánál három évet töltött, ezek után a spanyol Barcelona csapatába igazolt, honfitársa Louis van Gaal is ekkor került a csapathoz. A kezdőbe való kerülésben Vítor Baía-val harcolt, sikeresen.
2000-ben visszatért a Fortuna Sittard csapatához, majd nyugdíjba vonulásáig (2002) ott is maradt. Ezek után dolgozott a Roda JC csapatánál mint kapusedző. 2006. óta a Holland válogatott kapusedzője.

### Válogatott
Szerepelt az 1996-os Európa-bajnokságon és az 1998-as világbajnokságon szereplő Holland nemzeti csapatban, de pályára sosem lépett.

## Személyes
Öccse, Danny Hesp is szintén profi labdarúgó, a Rodánál az 1994-95-ös szezonban együtt játszottak.

## Sikerei, díjai
- UEFA-szuperkupa: 1997
- Spanyol bajnok: 1998, 1999
- Spanyol kupa: 1997, 1998
- Holland kupa: 1997
- Legjobb kapus a Holland bajnokságba: 1989

## Külső hivatkozások
- Beijen profil}
- Roda profil
- Profilja BDFutbol